# Hyposidra polia
Hyposidra polia là một loài bướm đêm trong họ Geometridae.